# The Redwoods

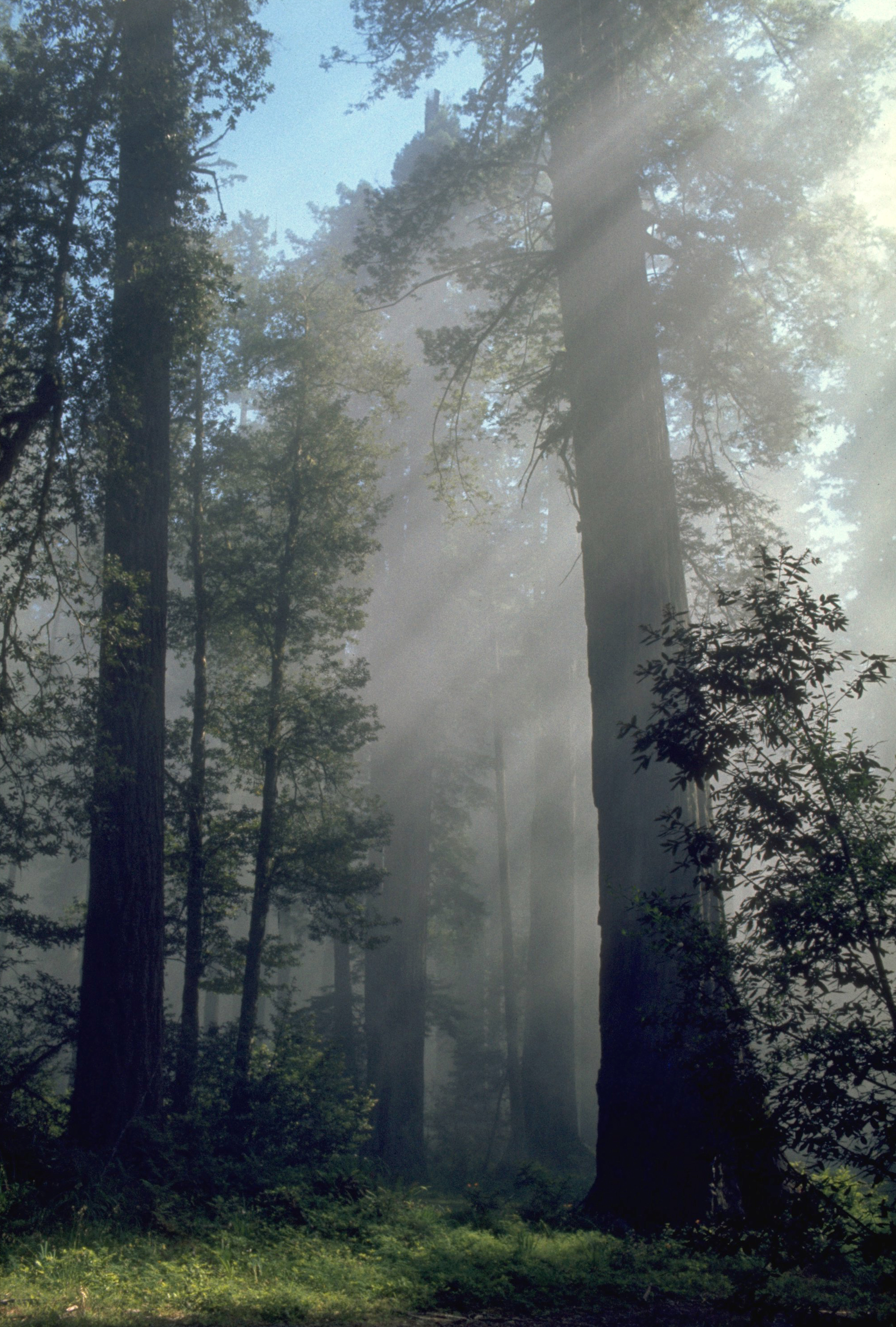
Sequoia sempervirens im Redwood National Park

The Redwoods ist ein US-amerikanischer Dokumentar-Kurzfilm von Trevor Greenwood aus dem Jahr 1967. Der von Greenwood und Mark Jonathan Harris produzierte Film wurde auf der Oscarverleihung 1968 mit einem Oscar in der Kategorie „Bester Dokumentar-Kurzfilm“ ausgezeichnet.

## Inhalt
Ziel des Films ist es für den Schutz der Mammutbäume zu werben, der höchsten und ältesten Bäume auf der Erde. Im Kontrast zu der stillen Schönheit der Natur, steht die Zerstörung, die bei Abholzung hinterlassen wird. Nicht die Holzfäller werden als Schuldige ausgemacht, da sie Zwängen unterworfen sind, die die Industrialisierung mit sich gebracht hat. Im Vordergrund steht das Schwinden des Küstenmammutbaums, der einen Beweis für die unglaubliche Schöpfungskraft der Natur darstellt, der die Zerstörungswut des Menschen gegenübersteht.
Eine wichtige Rolle spielen dabei auch Lobbyisten und deren Bemühungen, das zehntausende Hektar umfassende Gebiet mit Mammutbäumen in einen Nationalpark umzuwandeln, um die Bäume so zu schützen.
Nachsatz: Während des 90. Kongresses debattierten die Gesetzgeber darüber, ob ein Redwood National Park gegründet werden soll. Während die Kongressmitglieder noch überlegten, wurden die Bäume weiterhin abgeholzt.

## Produktion
Es handelt sich um einen Film von King Screen Productions, der im Rahmen einer Kampagne für einen Nationalpark zum Schutz des Redwood-Waldes für den Sierra Club produziert wurde. Der Sierra Club ist die älteste und größte Naturschutzorganisation der Vereinigten Staaten – Motto: „Explore, enjoy and protect the planet“ (dt. „Erkunde, genieße und schütze den Planeten“). Der Vertrieb des Films erfolgte durch Holt, Rinehart und Winston, Inc.

### Soundtrack
- The Unanswered Question von Charles Ives
- Goofin’ Off – Gesang: Pete Seeger
- Filmmusik vom Indian Summer – Vortrag: Pete Seeger

## Auszeichnungen
Oscarverleihung 1968: Oscar an Mark Jonathan Harris und Trevor Greenwood für The Redwoods